# Tetrastichus balteatus
Tetrastichus balteatus is een vliesvleugelig insect uit de familie Eulophidae. De wetenschappelijke naam is voor het eerst geldig gepubliceerd in 1915 door Waterston.